# جيري جيروم
جيري جيروم (بالإنجليزية: Jerry Jerome)‏ هو موسيقي أمريكي، ولد في 19 يونيو 1912 في نيويورك في الولايات المتحدة، وتوفي في 17 نوفمبر 2001 في ساراسوتا في الولايات المتحدة.

## وصلات خارجية
- جيري جيروم على موقع IMDb (الإنجليزية)
- جيري جيروم على موقع ميوزك برينز (الإنجليزية)
- جيري جيروم على موقع أول ميوزيك (الإنجليزية)
- جيري جيروم على موقع ديسكوغز (الإنجليزية)